# Madeleine O’Neill
Madeleine O’Neill (* 1867 oder 1868; † nach 1926) war eine englische Tennisspielerin.
O’Neill nahm ab 1905 am Turnier von Wimbledon teil. In den Jahren 1909 und 1913 erreichte sie dort im Einzel das Viertelfinale sowie 1913 an der Seite von Norman Kidson das Halbfinale im Mixed-Wettbewerb.
1922 nahm sie im Alter von 54 Jahren zum letzten Mal an den Wimbledon Championships teil und erreichte die dritte Runde. Sie ist damit die bis heute älteste Spielerin, die ein Match im Einzelwettbewerb von Wimbledon gewinnen konnte.